# Passaporto interno russo
Il passaporto interno russo (ufficialmente in russo: Паспорт гражданина Российской Федерации - Pasport graždanina Rossijskoj Federatsii, comunemente chiamato паспорт - pasport, общегражданский паспорт - obščegraždanskij pasport) è un documento d'identità obbligatorio per tutti i cittadini russi a partire dal quattordicesimo anno di età e residenti in Russia.
È un tipo di passaporto utilizzato a fini di identificazione e viaggio all'interno della Russia, diversamente dal passaporto russo che permette ai cittadini russi di viaggiare al di fuori dei confini nazionali.
Dopo la dissoluzione dell'Unione Sovietica del 1991, il passaporto interno sovietico continuò ad essere emesso fino al 1997, quando venne rimpiazzato dal passaporto interno russo. Il passaporto interno nella sua versione attuale è stato rilasciato nel 2007.
Il governo russo ha in progetto di rimpiazzare il passaporto interno con un documento biometrico in formato carta di credito. La carta elettronica universale emessa tra il 2013 e il 2016 fu progettata per sostituire il passaporto interno come il solo e unico documento per i cittadini russi, ma venne scartata agli inizi del 2017.

## Storia
Nel 1992 i passaporti – o altri documenti di identificazione con foto – divennero necessari per poter accedere ai servizi ferroviari. I biglietti ferroviari cominciarono a riportare il nome del passeggero, possibilmente come metodo per combattere il bagarinaggio.
L'8 luglio 1997 venne introdotto il design attualmente utilizzato per il passaporto interno russo. A differenza del passaporto sovietico, che aveva tre pagine con foto, il nuovo passaporto interno ne ha solo una. Il passaporto viene rilasciato al compimento del quattordicesimo anno di età, per poi essere sostituito una volta compiuti i 20 anni e infine ai 45 anni.
Il testo nel passaporto è in russo, ma i passaporti emessi nelle repubbliche della Federazione Russa possono, su richiesta, contenere una pagina aggiuntiva con i dati tradotti in una delle lingue ufficiali locali.
La scadenza per sostituire il vecchio passaporto con quello nuovo fu inizialmente fissata per la fine del 2001, ma venne più volte rimandata ed infine fissata al 30 giugno 2004. Il governo inizialmente stabilì che il non aver provveduto a cambiare il proprio passaporto avrebbe costituito una violazione punibile. Tuttavia la Corte Suprema decretò che i cittadini non potevano essere obbligati a cambiare i loro passaporti. Il passaporto sovietico cessò di essere un mezzo di identificazione valido a partire dalla metà del 2004, ma rimane legale (anche se non ha alcun fine pratico) possederne uno.
La propiska venne formalmente abbandonata poco dopo l'entrata in vigore dell'attuale Costituzione nel 1993 e sostituita dalla "registrazione della residenza" che in principio era semplicemente la notifica del luogo di residenza di un individuo. Nonostante ciò, con le nuove leggi, le registrazioni della residenza vengono stampate sui passaporti interni come se fossero delle propiska. Questo ha portato alla convinzione errata che la registrazione sia solo un nuovo termine per propiska; molti continuano a chiamarla in questo modo. Il luogo comune è ulteriormente alimentato dal fatto che le attuali regole per la registrazione lo rendono un processo oneroso e subordinato al consenso del locatore, che di fatto impedisce all'affittuario di un appartamento di registrarsi.
Il passaporto interno russo è emesso solo all'interno del paese. I cittadini russi che vivono all'estero possono ottenere il passaporto interno solo se viaggiano in Russia, ovvero non è possibile ottenere il passaporto interno tramite le ambasciate ed i consolati russi all'estero. Spesso, in pratica, i cittadini russi che vivono all'estero non hanno un passaporto interno, dato che la legge consente loro di dimostrare la loro identità con un passaporto russo.

## Descrizione

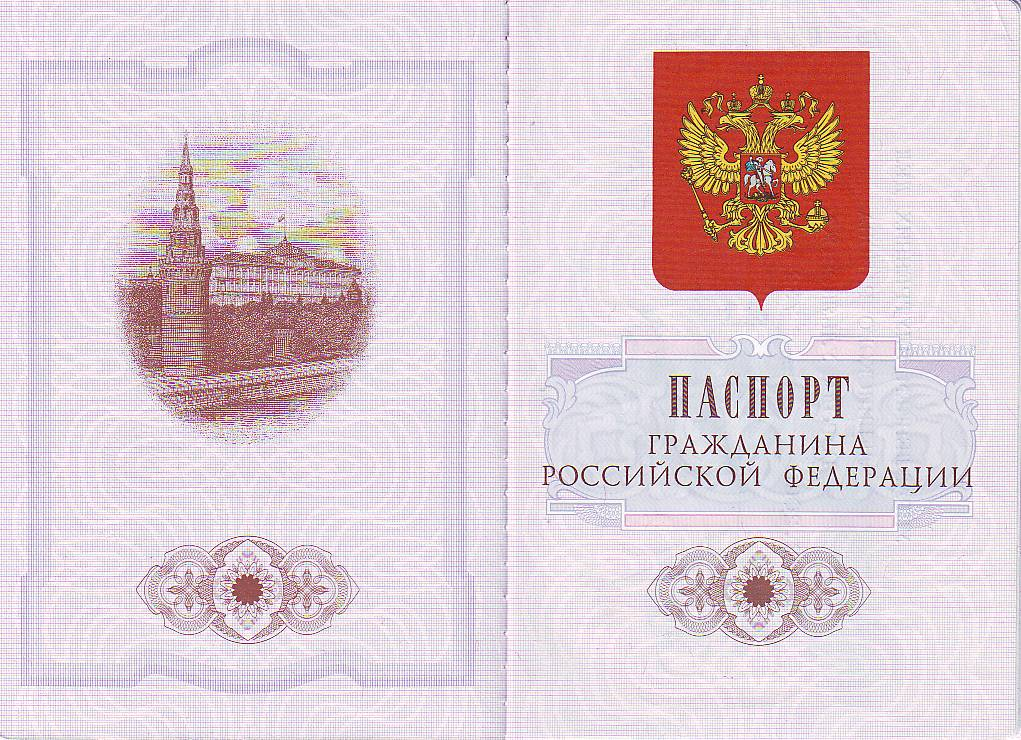
La prima pagina del passaporto interno russo

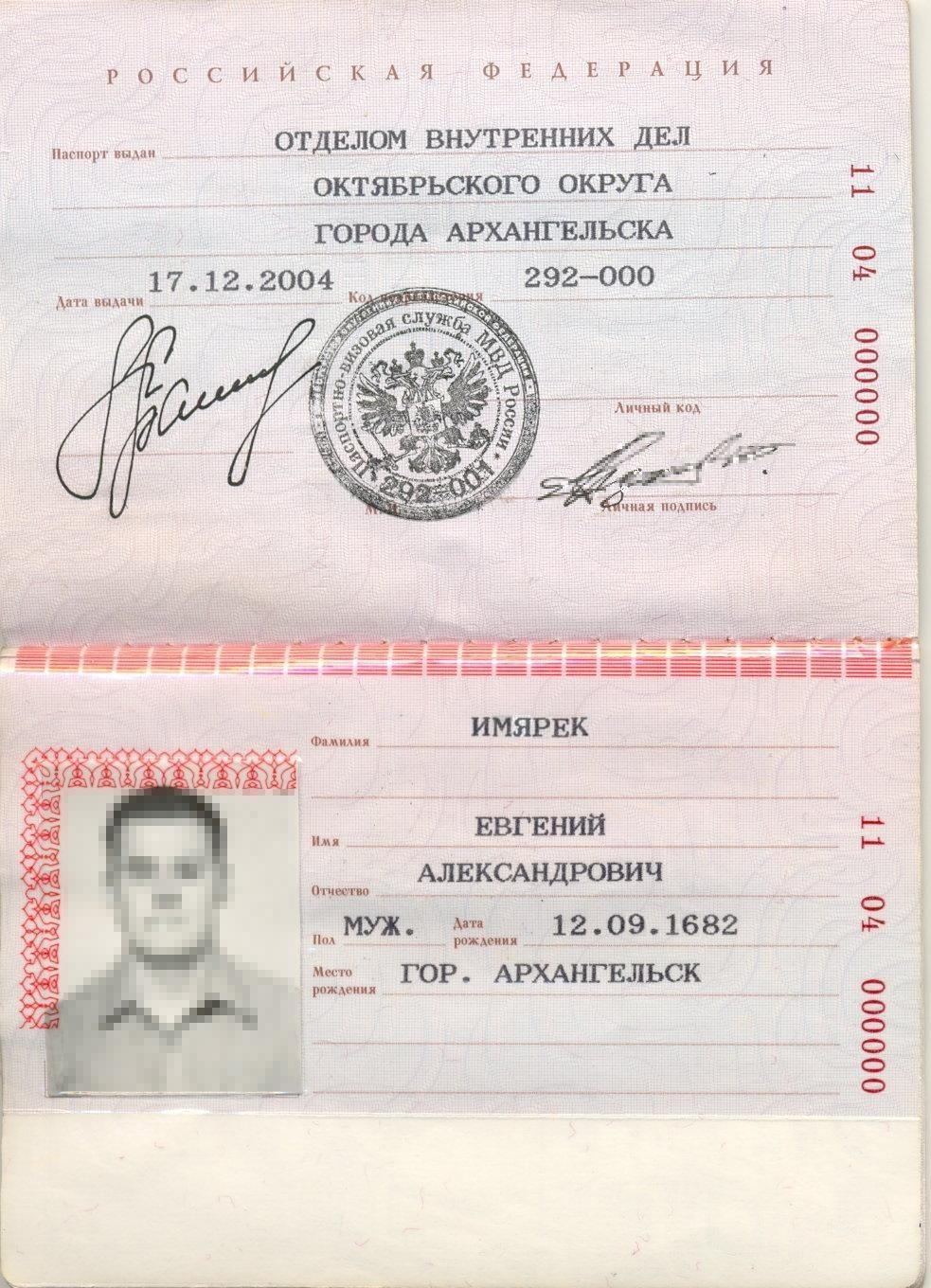
Dati biometrici/seconda pagina del passaporto interno russo

Ciascun passaporto contiene una pagina con i dati del portatore e la firma. La pagina dati contiene una foto del portatore, dati del passaporto e dati del portatore:
- cognome
- nome e patronimico
- sesso
- data di nascita
- luogo di nascita

Menzioni particolari che devono risultare sul passaporto:
- registrazione di un cittadino in una comunità o ad uno specifico indirizzo ed eventuale rimozione della registrazione;
- servizio militare per i cittadini che hanno compiuto i 18 anni;
- registrazione e termine di un matrimonio;
- minori di 14 anni;
- documentazione precedente certificante l'identità di un cittadino della Federazione Russa all'interno della Federazione Russa;
- documentazione certificante l'identità di un cittadino della Federazione Russa al di fuori della Federazione Russa.

Su richiesta, il passaporto può includere:
- il gruppo sanguigno AB0 e il fattore Rh del portatore (aggiunti dalla struttura medica dove il gruppo sanguigno e fattore Rh del cittadino sono stati testati, ad esempio a seguito di una trasfusione o donazione di sangue);
- il codice fiscale del portatore.

Validità del passaporto:
- Rilasciato a partire dal 14º anno di età - valido fino al 20º anno;
- Rilasciato a partire dal 20º anno di età - valido fino al 45º anno;
- Rilasciato a partire dal 45º anno di età - valido in perpetuo.

Al raggiungimento dei 20 e dei 45 anni, il passaporto deve essere sostituito. Durante il servizio militare, il passaporto può essere rilasciato o sostituito nel proprio luogo di residenza al termine del servizio.

## Sostituzione con carte d'identità
Nel Novembre 2010 il Ministero degli Interni annunciò l'eliminazione del passaporto interno con l'obiettivo di sostituirlo con carte d'identità in plastica, o con patenti di guida, dal 2025. La sostituzione a livello nazionale è stata rimandata al 15 marzo 2018 per non interferire con le elezioni della Duma del 2016. Tuttavia la data scelta precede di 3 giorni le elezioni presidenziali del 2018.